# Eparquía serbia de Buenos Aires
La eparquía de Buenos Aires, Sudamérica y Centroamérica (en serbio cirílico: Епархија буеносајреска и јужноцентралноамеричка), también denominada en forma abreviada: eparquía de Buenos Aires (en serbio cirílico: Епархија буеносајреска) es una eparquía de la Iglesia ortodoxa serbia, con su sede en la ciudad de Buenos Aires en Argentina.
La diócesis cuenta con parroquias y misiones en Argentina, Brasil, Chile, Colombia, Ecuador, Venezuela, Perú, Nicaragua, Costa Rica, Panamá, El Salvador, República Dominicana y Guatemala. Su jurisdicción comprende América Central y América del Sur.

## Historia
El 10 de mayo de 1963 las parroquias serbias de América Central y de Sudamérica fueron incorporadas a la eparquía de América Occidental. El 22 de mayo de 1988 fueron transferidas a la eparquía de América Oriental.
La diócesis de Buenos Aires se formó por decisión del Santo Sínodo de la Iglesia ortodoxa serbia el 26 de mayo de 2011. Amfilohije Radović, arzobispo de Cetiña y metropolitano de Montenegro y el Litoral, fue nombrado obispo administrador. La iglesia de la Natividad de la Virgen en Buenos Aires, construida entre 1986 y 1995, fue declarada catedral de la diócesis.
El 13 de octubre de 2012, en Buenos Aires, se realizó la primera sesión del consejo de la administración de la eparquía, bajo la presidencia del Radović.
La eparquía tuvo su primer obispo en 2018, cuando Kirilo Bojović fue elegido primer obispo diocesano de Buenos Aires y Sudamérica.

## Parroquias
La diócesis de Buenos Aires cuenta con 17 parroquias en Argentina, Brasil, Venezuela, República Dominicana, Ecuador, Perú y Chile.
En Argentina
- Parroquia la Natividad de la Virgen, Buenos Aires
- Parroquia San Sava, Buenos Aires
- Parroquia San Nicolás, Machagai
- Parroquia San Miguel Arcángel, Venado Tuerto
- Parroquia San Pedro II Njegos, General Madariaga
- Parroquia San Jorge (en el monasterio San Serafín de Sarov), La Plata

En Brasil
- Parroquia de la Dormición de la Madre de Dios, Recife
- Parroquia de la Santísima Trinidad, Aldeia (Camaragibe)
- Parroquia de San Juan Crisóstomo, Caruaru
- Parroquia de San Antonio, el Grande, Belo Jardim
- Parroquia misionera de San Pedro y San Pablo, Campinas

En Venezuela
- Parroquia de San Jorge, Caracas
- Parroquia de San Juan Bautista, Maracay

En República Dominicana
- Parroquia misionera de la Transfiguración del Señor, Bávaro

En Ecuador
- Parroquia misionera de la Anunciación de la Madre de Dios, Guayaquil

En Perú
- Parroquia misionera de la Transfiguración del Señor, Lima

En Chile
- Parroquia del Santo Obispo Nikolai de Zica y Ohrid y Toda América, Santiago

En Colombia
- Parroquia de la Santísima Trinidad, Bello

En El Salvador
- Parroquia misionera San Santiago el Justo, Hermano del Señor, San Salvador

## Monasterios
- San Serafín de Sarov, La Plata (Argentina) (masculino)
- Santísima Trinidad, Aldeia (Camaragibe, Brasil) (masculino)
- San Nicolás, Machagai (Argentina) (femenino)